# Прела, Франсуа
Франсуа Прела (фр. François Prélat) — французский оружейник и изобретатель. Создал первый в мире унитарный патрон (совместно с швейцарцем Ж. С. Паули).
В 1808—1812 гг. Прела и Паули создали и затем запатентовали унитарный патрон центрального боя, состоящий из картонного цилиндра (бумажной гильзы), чёрного дымного пороха, круглой пули и капсюля на основе гремучей ртути. Данная конструкция была развитием изобретения Жана Лепажа, в которой порошок гремучей ртути насыпался в специальную кювету в казённой части ружья, а затем при нажатии на спуск по ней ударял курок. Особенно ценным было применение унитарного патрона в кавалерии, поскольку традиционное поочерёдное заряжание огнестрельного оружия на ходу очень затруднено. Изобретение Прела и Паули было революционным, им заинтересовался сам император Наполеон, но его свержение помешало внедрению патрона и оружия к данному патрону; унитарные патроны Лефоше (шпилечный патрон) и Дрейзе (игольчатый патрон), появившиеся впоследствии, были менее совершенны, чем патрон Прела — Паули и лишь спустя полвека появились первые унитарные патроны центрального боя (повторно их изобрёл в Великобритании Боксёр). Прела и Паули в Париже по адресу ул. Трёх братьев, 4 основывают оружейный магазин.
В 1818 г. Прела получает патент на капсюль («медную воспламеняющую крышечку») для изобретённых им ранее патронов центрального боя.

## Участие в выставках и награды
В 1810 году Прела был награждён на Промышленной выставке, также был удостоен бронзовых наград на выставках 1823, 1827, 1843 гг., а в 1855 г. он принимал участие во Всемирной выставке 1855 г. в Париже, где показывал свои новые разработки.
В 1818 г. Прела подписывается как оружейник графа д’Артуа (будущего короля Карла Х).